# 猛龍怪客2
《猛龍怪客2》（英語：Death Wish II）是一部1982年美國私刑動作驚悚片，由麥可·韋納執導，大衛·恩格爾巴赫（David Engelbach）編劇，查理士·布朗遜主演。本片為1974年電影《猛龍怪客》的續集，也是《猛龍怪客》系列電影的第二部作品，但自此完全脫離了布萊恩·加菲爾德的原作小說《猛龍怪客》及《死亡宣告》。電影劇情講述建築師保羅·柯西（Paul Kersey，布朗遜飾演）帶著女兒（羅賓·舍伍德飾演）搬到了洛杉磯。在女兒被幾名幫派成員殺害後，保羅再次選擇成為一名義警。與原著中殺死遇到的每一位罪犯不同，保羅在片中只追捕襲擊家人的仇人。
續集由戈藍-戈羅布製片公司（坎農影業）製作，該公司從迪诺·德·劳伦提斯的手中購買了《猛龍怪客》的版權。坎農公司執行長曼納罕·戈藍原本計劃執導本片，但韋納在布朗遜的堅持下回歸擔任導演。電影配樂由吉米·佩奇作曲。《猛龍怪客2》由電影之路公司安排1982年2月19日在美國上映，影評口碑差勁，但票房表現仍成功。

## 劇情
保羅·柯西離開紐約市八年後成功地從破碎的生活中恢復過來，原本到芝加哥工作的他為了一位電台老友而居住在洛杉磯。身為自由建築師的保羅正在為該電台設計一棟新建築，並與電台記者潔瑞·尼科爾斯交往。他們去精神病院接保羅的女兒卡蘿。他們在遊樂場度過了一個下午，保羅的錢包被一群由查理·「涅瓦納」·威爾森為首的幫派混混奪走，且未能要回。但混混們藉由錢包找到了保羅家的地址，逮到了保羅的女傭羅莎里歐，並開始輪流強姦她。當保羅帶著女兒回到家時，他被打昏，涅瓦納則用撬棍打死了嘗試報警的羅莎里歐。混混們綁架了卡蘿並帶藏身處，其中一人強姦了她。卡蘿企圖破窗逃脫，結果摔倒在鐵柵欄上、被刺穿身亡。當警察到達時，曼科維奇中尉請求幫助保羅識別劫匪，但遭拒絕。
在卡蘿的葬禮結束後，保羅帶走家中的貝瑞塔84型手槍，到市中心的廉租旅館作為行動基地。第二天晚上，他觀察並跟隨混混之一的「踐踏者」進入一座廢棄的建築，對方正在進行毒品交易；保羅在此槍殺了踐踏者。第二天晚上，他聽到一對夫婦在停車場遭到四名搶劫犯的襲擊，其中包括混混「吉佛」；保羅槍殺兩名強姦者後，將吉佛追到一座廢棄的倉庫，最後槍殺了對方。
洛杉磯警察局懷疑謀殺案是一名治安維持者所為，並請教紐約警察局幾年前在一場私刑狂潮的處理。紐約警察局督察法蘭克·奧喬亞懷疑這又是保羅重起爐灶，並被派去洛城協助偵破此案。奧喬亞明白，保羅被捕後會透露，自己曾被紐約流放的事跡，因此未對曼凱維奇坦白。奧喬亞將保羅的義警真面目告訴潔瑞，讓潔瑞與保羅對質，但後者否認。奧喬亞跟著保羅來到當地的一個廣場，保羅正在那裡跟蹤剩下的三名幫派成員——涅瓦納、「切刀」和「龐克剪」，對方在一座廢棄的公園用毒品與他人進行軍火交易。一名狙擊手偵察保羅並試圖殺死他，但奧喬亞警告保羅，讓他射殺了狙擊手，但也讓幫派與保羅及奧喬亞發生槍戰。涅瓦納對奧喬亞造成致命傷，保羅殺死了切刀、龐克剪和軍火商，涅瓦納逃走。奧喬亞死前告訴保羅要為他報仇，當警方到達時，保羅逃跑，而龐克剪則在斷氣前將涅瓦納的名字告訴了曼凱維奇。
保羅從潔瑞的一位同事那得知，警方正在準備一支戰術部隊來捉捕涅瓦納，而透過一台警用無線電，來了解逮捕的時間和地點。保羅前往涅瓦納的公寓來殺死對方，但涅瓦納最終遭警方逮捕；涅瓦納經過審判後，被驗出天使塵（PCP）而讓法官判定精神障礙，被送到精神病院。潔瑞正在寫一篇有關此案和死刑的文章，並帶保羅去醫院見治療涅瓦納的醫生。在此，保羅偷走了另一位醫生的白大褂和身份證，並用偽造的證件進入醫院並面對涅瓦納。涅瓦納用小刀刺傷保羅並與他展開纏鬥，最後被保羅利用高壓面板觸電身亡。醫院裡富有同情心的勤務工唐納·凱透過報紙上的卡蘿謀殺案報導中認出了保羅，並給他三分鐘的時間逃跑，然後他拉響了警報。潔瑞在保羅家發現他偽造的假證件稿子，然後聽見新聞正報導著涅瓦納之死，證實保羅確實是奧喬亞口中的義警，於是傷心地摘下訂婚戒指離開了他。保羅趕回家後，為時已晚。
幾個月後，保羅正在參加廣播電台建築設計的展示會，業主邀請他參加發表會，但他質疑為什麼保羅似乎總是在晚上沒空，而且從不接聽任何電話。當保羅接受邀請時，回答：「我還能做什麼？」保羅在夜間回到洛杉磯街頭，繼續持槍執行私刑。

## 演員
- 查理士·布朗遜飾演保羅·柯西／金布爾先生（Paul Kersey / Mr. Kimble）
- 吉爾·愛蘭德（英语：Jill Ireland）飾演潔瑞·尼科爾斯（Geri Nichols）
- 文森特·加迪尼亞（英语：Vincent Gardenia）飾演法蘭克·奧喬亞督察（Inspector Frank Ochoa）
- 保羅·蘭伯特（英语：Paul Lambert (actor)）飾演紐約市警察局長
- 羅賓·舍伍德（英语：Robin Sherwood）飾演卡蘿·陶比（Carol Toby）
- J·D·坎農（英语：J. D. Cannon）飾演紐約市地方檢察官
- 安東尼·法蘭西沙（英语：Anthony Franciosa）飾演洛杉磯警察局長赫曼·鮑德溫（Los Angeles Police Commissioner Herman Baldwin）
- 德魯·史奈德（英语：Drew Snyder）飾演洛杉磯副局長霍金斯（Los Angeles Deputy Commissioner Hawkins）
- 保羅·科米（英语：Paul Comi）飾演麥克萊恩參議員（Senator McLean）
- 班·法蘭克（英语：Ben Frank）飾演亞特·曼凱維奇中尉（Lieutenant Art Mankiewicz）
- 湯瑪士·F·達菲（英语：Thomas F. Duffy）飾演查理·「涅瓦納」·威爾森（Charlie "Nirvana" Wilson）
- 勞倫斯·費許朋三世飾演「切刀」（"Cutter"）
- 凱文·梅哲·霍華德（英语：Kevyn Major Howard）飾演「踐踏者」（"Stomper"）
- 史都華·K·羅賓森（Stuart K. Robinson）飾演「吉佛」（"Jiver"）
- E·雷蒙·強生（E. Lamont Johnson）飾演「龐克剪」（"Punkcut"）
- 西爾瓦娜·加拉多（英语：Silvana Gallardo）飾演羅莎里歐（Rosario）
- 亨利·揚曼（英语：Henny Youngman）飾演他自己
- 萊斯莉·格雷夫斯（英语：Leslie Graves）飾演涅槃的女孩之一

## 外部連結
- 互联网电影数据库（IMDb）上《猛龍怪客2》的资料（英文）
- AllMovie上《猛龍怪客2》的资料（英文）
- 爛番茄上《猛龍怪客2》的資料（英文）